# Raffles Square
Le Raffles Square est un gratte-ciel de 222 mètres de hauteur situé à Shanghai en Chine. Il a été construit entre 1999 et 2003.
La surface de plancher de l'immeuble est de 87 000 m2.
L'immeuble a été conçu par l'agence de Hong Kong, P & T Architects & Engineers.